# Passageiro principal (foto)
“O passageiro principal” é uma foto de Darina Gromova, de dez meses (26 de dezembro de 2014 - 31 de outubro de 2015), que morreu com seus pais no acidente A321 na Península do Sinai. Uma foto do aeroporto de Pulkovo, postada por sua mãe Tatyana Gromova na rede social VKontakte com a legenda “O passageiro principal”, foi publicada em muitos meios de comunicação mundiais e atraiu grande atenção como um símbolo da queda de avião, que se tornou o maior da história da aviação russa em número de vítimas - 224 mortos.